# Sárrétudvari
Sárrétudvari é uma vila da Hungria, situada no condado de Hajdú-Bihar. Tem 54,42 km² de área e sua população em 2019 foi estimada em 2.963 habitantes.